# Bahira El Bibane
Bahira El Bibane o Bahiret El Bibane o Bhiret El Bibane (àrab: بحيرة البيبان, buḥayrat al-Bībān) és una llacuna hipersalina de Tunísia, a la governació de Médenine, delegació de Ben Guerdane. Té una superfície de 230 km² i es troba tancada per un cordó litoral calcari fossilitzat, amb unes nou obertures que deixen entrar l'aigua. La llacuna té grans concentracions de sal i una situació de pesca exclusiva. La vila de Bibane, amb uns 1.000 habitants dispersos en 60 assentaments, és proveïda d'aigua per una dessaladora amb sistema d'osmosi inversa, donat per la cooperació espanyola. La profunditat mitjana és de 4,06 metres. El braç d'El Mzkhadda (una llengua de terra estreta) la separa de la sabkha de Boujemal, al sud-oest. A la zona hi ha una explotació petroliera. A la costa sud hi ha la vila d'El Morchidia i, a la nord, a mar obert, el port de Sidi Ahmed Chaouch.